# مصرف الصفا
مصرف الصفا شركة مساهمة عامة فلسطينية تأسست عام 2016 بواسطة مجموعة من رجال الأعمال والشركات الفلسطينية وباشر المصرف أعماله فعليًا في سبتمبر 2016 برأس مال يقدر بنحو 75 مليون دولار. يُعد المصرف المؤسسة المصرفية الثالثة في دولة فلسطين التي تعمل وفق أحكام الشريعة الإسلامية. تنتشر فروعه في محافظات الضفة الغربية فقط.
في يونيو 2017، انضم مصرف الصفا إلى عضوية مجلس إدارة المجلس العام للبنوك والمؤسسات المالية الإسلامية والذي يقع مقره في البحرين.

## وصلات خارجية
- الموقع الرسمي